# زوند 3
زوند 3 (بالروسية: Зонд-3) كان مسبارًا فضائيًّا سوفيتيًّا حلق فوق الجانب البعيد من القمر، التقط 28 صورة عالية الجودة. كان واحدًا من مسابير برنامج زوند السوفيتي وأيضًا جزءًا من برنامج المريخ 3 إم في. إلا أنه لم يكن ذا صلة بمركبة زوند المصممة للمهام المأهولة حول القمر (سايوز 7 كيه-إل 1). يُعتقد أن زوند 3 صُمم ليرافق مركبة زوند 2 التي كان من المقرر إطلاقها إلى المريخ في نافذة إطلاق 1964. تعذر إطلاق المركبة في أثناء نافذة الإطلاق هذه، وأُطلقت المركبة الفضائية لغرض الاختبار في مسار عابر للمريخ، مع أن الوصول إلى الكوكب الأحمر لم يعد هدفًا ممكنًا.

## تصميم المركبة الفضائية
كانت المسبار الفضائي من طراز 3 إم في-4، مشابهًا لمركبة زوند 2. حمل نظام تصوير ضوئي للضوء المرئي ببعد بؤري 106.4 ميلي متر ومطيافًا للأشعة فوق البنفسجية في حدود 285-355 ميكرومتر، حمل المسبار أيضًا جهاز قياس الضوء الطيفي للأشعة فوق البنفسجية وتحت الحمراء ومستشعرات للإشعاع، وكاشفًا للجزيئات المشحونة، ومقياسًا للمغناطيسية، وكاشفًا للنيازك الصغيرة. كذلك حمل المسبار محركًا أيونيًّا تجريبيًّا.

## الإرث
صدر في 1967 الجزء الثاني من أطلس الجانب البعيد من القمر ونُشر في موسكو، بناء على البيانات التي جمعها مسبار زوند 3، وتضمن 4000 معلمًا مكتشفًا على سطح الجانب البعيد من القمر. وفي العام نفسه، أُطلقت في الاتحاد السوفيتي أول خريطة كاملة للقمر (بمقياس 1:5000000) ومجسم كروي بمقياس (1:10000000)، مظهرًا 95% من أرض القمر.